# Ebo pepinensis
Ebo pepinensis là một loài nhện trong họ Philodromidae.
Loài này thuộc chi Ebo. Ebo pepinensis được Willis J. Gertsch miêu tả năm 1933.